# قشلاق اسلام‌آباد شماره ۲
قشلاق اسلام‌آباد شماره ۲ یک منطقهٔ مسکونی در ایران است که در بخش اسلام‌آباد واقع شده‌است. قشلاق اسلام‌آباد شماره ۲ ۴۳۱ نفر جمعیت دارد.